# Lush (album)
LUSH è l'album di debutto della musicista indie rock nipponico-statunitense Mitski, pubblicato il 31 gennaio del 2012 come progetto scolastico (junior project) del suo ultimo anno di corso presso il college della State University of New York a Purchase.. È stato mixato da Scot Moriarty.

## Storia
Mitski ha iniziato gli studi all'Hunter College di Manhattan come studentessa di cinema, ma presto si è trasferita alla SUNY Purchase di New York per dedicarsi invece alla musica. Qui ha realizzato i suoi primi due album, ovvero Lush e Retired from Sad, New Career in Business. Gli album erano rispettivamente i suoi progetti junior e senior. Per il suo secondo anno, si è iscritta al programma musicale in cui ha incontrato Patrick Hyland, che ha autoprodotto tutti i suoi album dopo Lush.
La cantante ha finito la scuola sentendosi soddisfatta, ma completamente esaurita. "Ero davvero, davvero esausta. Andavo a scuola, lavoravo per pagare l'affitto, lavoravo ai due progetti e cercavo di diplomarmi al college e alla fine ero molto stanca."

## Esibizioni
Mitski dopo essersi diplomata racconta che in uno dei suoi primi spettacoli in un dive bar di Manhattan aveva un pubblico pari a zero: "Da lì, ho suonato in altri 2.000 spettacoli e ho continuato a suonare davanti a nessuno, ma mentre lo facevo ho imparato modi per farmi sentire". Dopo diversi anni si è guadagnata un devoto pubblico esibendosi soprattutto in vecchi locali di New York come lo Shea Stadium e il Silent Barn con i suoi live, definiti "scarni" ed "emotivamente turbolenti".
Mitski è stata in tour per più di cinque anni, ed ha aperto dei concerti per Lorde ottenendo anche gli elogi della critica per la forza dei suoi primi album.

## Recensioni della critica
In una retrospettiva sulla carriera dopo il suo album in studio del 2018 Be the Cowboy, Jesse Herb di Atwood Magazine ha affermato che Lush "si svolge come un bellissimo flusso di coscienza" e ha elogiato il lirismo poetico di Mitski.
Lush non è stato premiato o recensito da nessuna delle principali pubblicazioni, ma ha ricevuto recensioni generalmente favorevoli dal pubblico.

## Musica e testi
I temi principali di Lush includono la mercificazione della bellezza, le dinamiche di potere nelle relazioni e i ruoli di genere. In Liquid Smooth, Mitski ritrae la lotta per la convalida in una società superficiale che apprezza la bellezza. Allo stesso modo, Brand New City parla di sentirsi morti e vuoti dentro ma di non essere in grado di lasciare andare il proprio aspetto; l'artista mostra quindi una lotta comune tra la scelta della convalida sociale o del benessere personale. L'album è principalmente chamber pop, con elementi di lo-fi e punk rock.
Lush tocca anche i ruoli di genere, con le canzoni Real Men e Wife. La prima parla del disgusto della cantante per coloro che sono ossessionati dalla mascolinità tossica, mentre la cantante affronta il suo bisogno di validazione maschile commenta la visione problematica della società nei comportamenti tradizionalmente imposti agli uomini. In contrasto con questo si pone il brano Wife, in cui Mitski racconta la storia di una casalinga sterile che sente di non avere uno scopo perché non può dare un figlio a suo marito. Non è una madre, ma una moglie senza nome con figli senza nome che non esisteranno mai.
L'album continua esplorando le relazioni tossiche in Eric e Bag of Bones. La prima mostra una narratrice che all'inizio crede di avere il controllo sulla propria relazione ma poi si rende conto di essere impotente. Anche la sua voce diventa sempre più frenetica dal suo stato iniziale di calma, portando l'ascoltatore sulle stesse montagne russe emotive della narratrice. Bag of Bones parla di una relazione sessuale emotivamente vuota. I testi di Mitski mostrano una persona che implora di essere lasciata andare ma alla fine non è in grado di sfuggire alla relazione.
Un ultimo tema di Lush è il desiderio. In Abbey, Door e Pearl Diver, Mitski commenta il comportamento costante di inseguire cose irraggiungibili. Le prime due canzoni sono simili in quanto in entrambe la narratrice persegue qualcosa che gli è sconosciuto. Non sa cosa vuole, eppure continua a cercare. In Pearl Diver, un pescatore di perle si tuffa all'infinito alla ricerca di altro, abbandonando tutto ciò che ha, non sapendo di averlo già dentro di sé.

## Ispirazioni
Mitski si è immersa nella musica crescendo, ascoltando le Spice Girls da bambina e cantando in un coro durante il liceo. Ha scoperto il suo talento quando ha scritto la sua prima canzone al pianoforte a 18 anni Bag of Bones presente in Lush. "Sono sicura che molti adolescenti lo sperimentano", dice. “Non vedevo uno scopo in me stessa, e poi sono stata in grado di scrivere questa canzone. È stato un sollievo".
Patrick Hyland ha recentemente fatto notare a Mitski che musicalmente fa dischi "a coppia", esplorando un'idea su un album ed elaborandola con il successivo. In Lush la cantante frequentando un nuovo college ha sperimentato molti strumenti diversi e tecniche musicali basate sugli studi che stava in quel momento praticando. Invece nell'album successivo Retired from Sad, New Career in Business stava prendendo in considerazione gli strumenti orchestrali e perfezionando la musica per pianoforte.
I testi contengono quella che oggi suona come una dichiarazione d'intenti. Mitski sentiva di aver scoperto qualcosa di importante sul suo futuro, eppure aveva la sensazione che non fosse un momento felice. "Ero condannata", ha scritto su Facebook nel 2014, forse intuendo le complicazioni che derivano dal trasformare la propria vita in arte. Ma sentirsi condannati è una specie di dono perverso per Mitski, che comprende i pericoli della contentezza e le possibilità della disperazione. Per questo nei primi due album si è ispirata alla sua esperienza personale, parlando delle sue paure ed insicurezze, sia personali che di un futuro incerto per la sua nuova carriera musicale, sperando che qualcuno dei suoi ascoltatori potesse rispecchiarsi in lei e sentirsi compreso. "Per molto tempo ho creduto di non poter essere una musicista" dice, "finché non ho capito che c'era qualcosa che potevo creare e fare".

## Tracce
Testi e musiche di Mitski.
1. Liquid Smooth – 2:49
2. Wife – 2:39
3. Abbey – 2:46
4. Brand New City – 2:12
5. Eric – 3:17
6. Bag of Bones – 4:36
7. Door – 2:12
8. Pearl Diver – 2:44

### Tracce bonus nella ripubblicazione[12]
1. Real Men – 2:41

## Formazione[3]
Musicisti
- Mitski - voce e piano
- Brendon Caroselli - batteria (traccia 1, 2, 3)
- Lily Holgate, Sarah Wolffe, Michael Mandrin - violini (traccia 1, 2)
- Travis Riley - viola (traccia 1, 2)
- Maria Hadge - violoncello (traccia 1, 2)
- Max Hendrickson - chitarra elettrica (traccia 1)
- Erich Colon - basso (traccia 1)
- William Prinzi - chitarra elettrica e chitarra acustica e basso (traccia 3)
- Peter Olynciw - contrabbasso (traccia 2)
- Emma Zeger - tromba (traccia 9)
- Tom McHugh - trombone (traccia 9)
- Kim Spagnola - corno (traccia 9)

Produzione
- Scot Moriarty - produzione esecutiva, mixaggio (traccia 1, 2, 9)